# جون بيرد (لاعب كرة قدم)
جون بيرد (بالإنجليزية: John Bird)‏ (21 نوفمبر 1940 في المملكة المتحدة - ) هو لاعب كرة قدم بريطاني في مركز الظهير. لعب مع سوانزي سيتي ونادي هيرفورد ونيوبورت كونتي.